# Moulin de Pertuizet
Le moulin de Pertuizet est un moulin situé en France sur les communes de Coligny et Villemotier, dans le département de l'Ain en région Auvergne-Rhône-Alpes.
Il fait l'objet d'un classement au titre des monuments historiques depuis le 29 mars 2005.
En activité, il utilisait l'énergie hydraulique du Solnan, dont le cours marque la limite des deux communes sur lesquelles il est situé.

## Protection
Le moulin dans son ensemble fait l’objet d’un classement au titre des monuments historiques depuis le 29 mars 2005.